# Rede de Repositórios de Dados Científicos do Estado de São Paulo
O Rede de Repositórios de Dados Científicos do Estado de São Paulo é um sistema da  Fundação de Amparo à Pesquisa do Estado de São Paulo que disponibilizada dados de pesquisas das universidades do estado de São Paulo, sendo o maior projeto do tipo na América Latina. A iniciativa é coordadena a pela professora Claudia Bauzer Medeiros, do Instituto de Computação da UNICAMP e inclui, entre outras atividades, um metabuscador  de dados de pesquisa.

## COVID-19
A Rede de Repositórios engloba o projeto COVID-19 Data Sharing BR, um repositório com dados clínicos anonimizados de 75 mil indivíduos, em parceria da FAPESP com a Universidade de São Paulo, o Grupo Fleury, o Hospital Sírio Libanês e o Hospital Israelita Albert Einstein.

## Instituições
As seguintes instituições tem coleções de dados no metabuscador:
- USP
- EMBRAPA
- ITA
- UFABC
- UFSCar
- UNESP
- UNICAMP
- UNIFESP